# Boko (Kafountine)
Pour les articles homonymes, voir Boko.
Boko est un village du Sénégal situé en Basse-Casamance. Il fait partie de la communauté rurale de Kafountine, dans l'arrondissement de Kataba 1, le département de Bignona et la région de Ziguinchor.
Lors du dernier recensement (2002), le village comptait 393 habitants et 55 ménages.